# Small Talk (Katy Perry)
Small Talk è un singolo della cantante statunitense Katy Perry, pubblicato il 9 agosto 2019. Il brano è incluso nella Fan Edition del sesto album della cantante, Smile.

## Descrizione
Small Talk è un brano synth pop composto in chiave di Fa maggiore e ha un tempo di 116 battiti per minuto. È stato scritto dalla stessa interprete con Jacob Kasher Hindlin, Johan Carlsson dei Carolina Liar e Charlie Puth, e prodotto da questi ultimi due. Il testo parla dei momenti imbarazzanti che vivono due ex fidanzati dopo la rottura, focalizzandosi sull'assenza di comunicazione e sul fatto che le grandi conversazioni lasciano posto ai soli convenevoli.

## Pubblicazione
Charlie Puth ha annunciato per primo la sua collaborazione con Katy Perry in un post su Instagram a luglio 2019. Il successivo 6 agosto la cantante ha iniziato a postare immagini sui suoi profili social contenenti versi di Small Talk. Il singolo è stato messo in commercio il 9 agosto pochi minuti dopo la mezzanotte EST (le 6 del mattino in Italia). Il singolo è stato mandato ufficialmente in rotazione radiofonica negli Stati Uniti a partire dal 20 agosto.

## Accoglienza
Small Talk ha ricevuto recensioni prevalentemente positive dai critici musicali. Jason Lipshutz, editore della rivista Billboard, ha definito il brano un "trionfo" per la cantante, aggiungendo che "è il genere di musica che dovrebbe continuare a fare". Rob Arcand di Spin l'ha paragonato a Roar (2013) per via del suo ritornello che "si trova al livello dei momenti più alti della sua carriera", mentre Desiree Murphy di Entertainment Tonight l'ha definito "un inno estivo". Scrivendo per Uproxx, Chloe Gilke ha descritto Small Talk come "un perfetto brioso brano pop" e ha elogiato la chimica tra la cantante e il produttore Charlie Puth. Tom Breihan di Stereogum l'ha definito "il migliore pezzo della cantante da molti anni" insieme ai suoi due singoli precedenti, e ha apprezzato la maturità del testo. Secondo Maeve McDermott di USA Today, Small Talk è una canzone "vincente", "prova del fatto che Katy Perry è nel mezzo di un periodo artisticamente ispirato che sta fruttando alcuni dei migliori brani della sua carriera". Katherine Gillespie, editrice per il periodico Paper, è rimasta impressionata dalla performance vocale della cantante e dal "testo sincero riguardante amori, rotture, sesso e ossessioni che non si prende troppo seriamente".
In una recensione meno positiva, Hugh McIntyre di Forbes ha descritto Small Talk come "una noia senza precedenti", mostrandosi deluso dal fatto che la cantante non sia riuscita a proporre un brano al livello dei suoi lavori precedenti e poco fiducioso nel suo potenziale commerciale. Alex Zaragoza di Vice ha criticato la poca originalità di Small Talk, notando somiglianze con altri successi di Taylor Swift, Carly Rae Jepsen e della stessa Katy Perry. Anche secondo Chuck Arnold del New York Post Small Talk è una canzone banale, "quel tipo di prodotto pop che è facile da apprezzare ma difficile da amare".

## Video musicale
In concomitanza con la pubblicazione commerciale, è stato postato sul canale YouTube della cantante il lyric video ufficiale, che mostra la storia di due colleghi un tempo fidanzati che fanno di tutto per mantenere un rapporto civile ed evitarsi il più possibile. Il video musicale, diretto da Tanja Muïn'o, è stato reso disponibile il 30 agosto 2019 attraverso il canale Vevo-YouTube della cantante.

## Tracce
Download digitale
1. Small Talk – 2:41

## Formazione
Musicisti
- Katy Perry – voce
- Charlie Puth – cori, sintetizzatore, programmazione della batteria
- Johan Carlsson – voce parlante, sintetizzatore, programmazione della batteria, chitarra

Produzione
- Johan Carlsson – produzione
- Charlie Puth – produzione
- Peter Karlsson – produzione vocale, editing vocale
- Rachael Findlen – ingegneria del suono
- Sam Holland – ingegneria del suono
- Jeremy Lertola – assistenza all'ingegneria del suono
- Phil Tan – missaggio
- Bill Zimmerman – assistenza al missaggio
- Dave Kutch – mastering

## Successo commerciale
Small Talk ha debuttato all'81ª posizione della Billboard Hot 100 statunitense e alla 24ª della Digital Songs. Nella classifica britannica ha fatto il suo ingresso al 43º posto, vendendo 10 906 unità durante la sua prima settimana di disponibilità e diventando il ventinovesimo ingresso nella classifica della cantante.

## Classifiche
| Classifica (2019) | Posizione massima |
| ----------------- | ----------------- |
| Australia         | 33                |
| Belgio (Fiandre)  | 61                |
| Belgio (Vallonia) | 71                |
| Canada            | 56                |
| Croazia           | 55                |
| Irlanda           | 36                |
| Lituania          | 20                |
| Paesi Bassi       | 86                |
| Portogallo        | 93                |
| Regno Unito       | 43                |
| Repubblica Ceca   | 41                |
| Slovacchia        | 33                |
| Stati Uniti       | 81                |
| Svezia            | 62                |
| Svizzera          | 91                |